# Vítězslav Jaroš
Vítězslav Jaroš (ur. 23 lipca 2001 w Przybramie) – czeski piłkarz grający na pozycji bramkarza. Uczestnik Mistrzostw Europy 2024.